# 魯迅墓

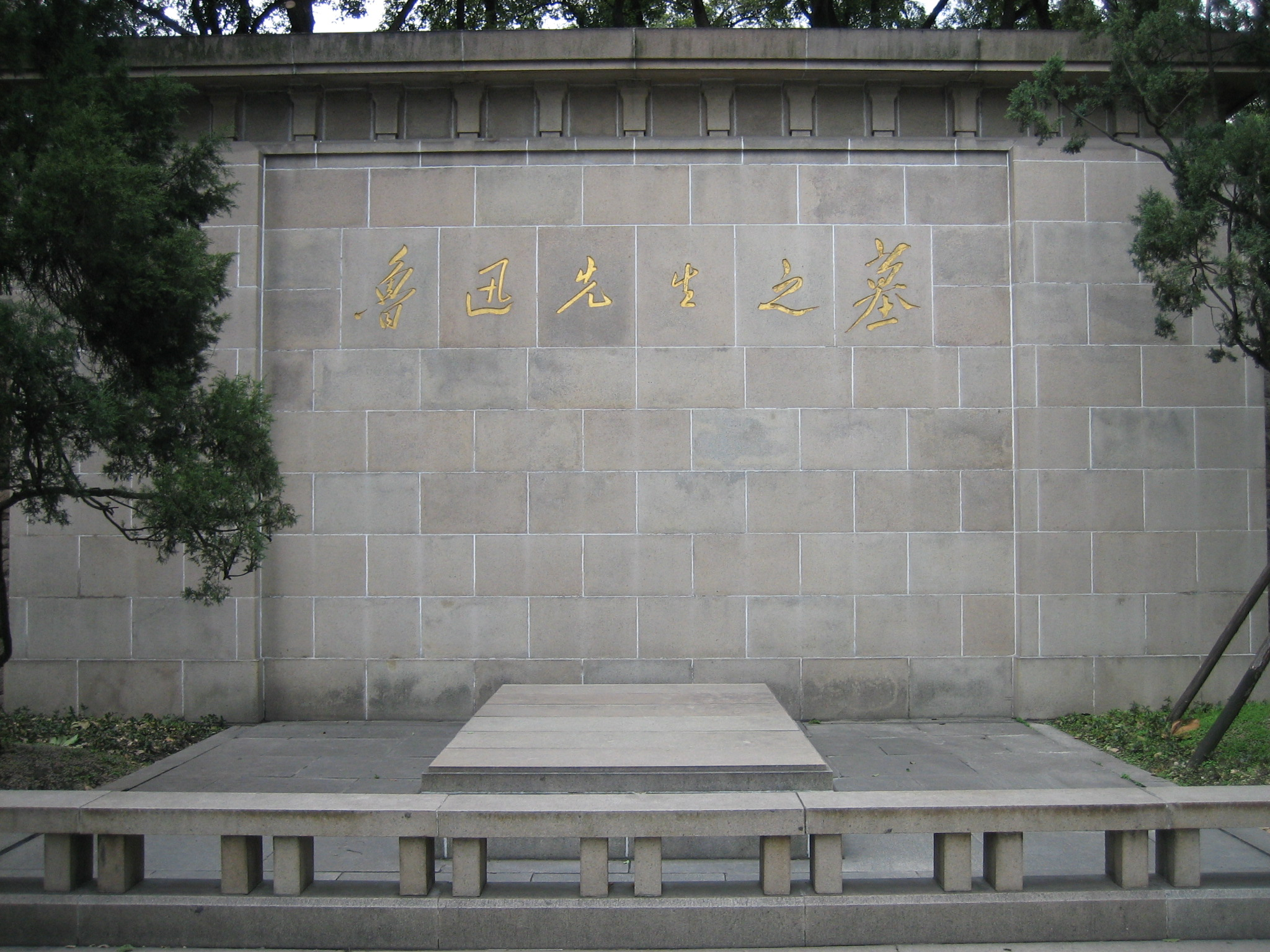
墓碑銘

魯迅墓（ろじんぼ）は、中国の上海市虹口区の魯迅公園にある墓碑。

## 概要
墓地の面積は約1,600m2。墓前には座っている銅像が置かれている。かつて所在地の公園は虹口公園といわれていたが、魯迅の墓が置かれてから現在の名称に変更された。
1936年10月19日に魯迅が上海で死没して遺体が上海の西郊にある万国公墓に葬られたが、1956年に現在の位置に移った。1961年より全国重点文物保護単位に指定されている。また、元の墓碑は同公園にある魯迅紀念館で保存展示されている。
花崗岩でできており、墓碑の揮毫は毛沢東によるもの。